# Кузьмина, Диана Игоревна
Диана Игоревна Кузьмина (родилась 15 ноября 1999 года, Энгельс, Саратовская область) — российская футболистка, полузащитник.

## Карьера

### Клубная
Воспитанница футбольной школы «Чертаново». Первый тренер — Алим Табынбаев. Играет на позиции опорного полузащитника. В 2016 году в составе сборной Москвы стала серебряным призёром Первенства России среди сборных команд МРО среди девушек 1998—1999 годов рождения. С сезона 2015 играла за молодёжную команду «Чертаново» и являлась капитаном команды. В сезоне 2016 года провела все матчи молодёжной команды «Чертаново» в Первенстве России по футболу среди женских команд первой лиги, где в Финальном турнире стала лучшим бомбардиром команды с 3 голами. Зимой 2016 года проходила предсезонный сбор с основным составом. В высшей лиге за основной состав «Чертаново» дебютировала в 2017 году и за четыре года приняла участие в 17 матчах высшей лиги. В «серебряном» сезоне 2018 года сыграла 2 матча.
В 2021 году перешла в московский «Локомотив». За сезон сыграла 4 матча, во всех выходила на замену, а её команда стала чемпионом России.

### В сборной
В составе юниорской сборной России дебютировала 12 октября 2015 года в матче 1-го отборочного раунда Чемпионата Европы с Румынией (4:0), выйдя в стартовом составе и провела полный матч, отметилась голевым пасом. В молодёжной сборной России дебютировала 8 сентября 2016 года в встрече 1-го отборочного раунда Чемпионата Европы с Израилем (1:1), выйдя в стартовом составе и заменили на 30 минуте матча. Во второй игре против сборной Словении вышла на замену на 59 минуте матча, на 86 минуте матча получила жёлтую карточку, а на 90 минуте красную карточку. В матче со сборной Польши U-19 на 45 минуте с пенальти Диана забила свой первый мяч со сборную России U-19. Всего за сборные младших возрастов сыграла 10 матчей, забив один гол.
В 2019 году была в составе студенческой сборной России, завоевавшей бронзовые награды Универсиады, однако на турнире ни разу не вышла на поле.

## Достижения
- Бронзовый призёр Первенства России по футболу среди женских команд первой лиги (1): 2016
- Финалист Кубка России по футболу среди женщин (1): 2017